# Ночная шпорцевая лягушка
Ночная шпорцевая лягушка (лат. Xenopus andrei) — вид южноафриканской водной лягушки рода шпорцевые лягушки.
Она достоверно известна только из прибрежной зоны Камеруна (где её типовое местообитание — Лонги, недалеко от Криби), северо-восточной части Габона, западной части Центральноафриканской Республики и северо-западной Анголы. Предположительно встречается в Республике Конго, Демократической Республике Конго и Экваториальной Гвинее.
Её естественная среда обитания — низинные леса, где он встречается почти исключительно в воде, небольших прудах, тенистых болотах и лужах. Считается видом под наименьшей угрозой. Некоторые местные жители добывают её в пищу.